# Nicola D'Agostino
Nicola D'Agostino (Vibo Valentia, 24 aprile 1958) è un politico italiano, sindaco di Vibo Valentia dal 2010 al 2015.

## Biografia
È il figlio del professore Alfredo D'Agostino, già sindaco di Vibo Valentia.
Consegue la maturità classica nel 1976 con 60/60 e si laurea in giurisprudenza presso l'Università di Firenze nel 1980 con 104/110. È iscritto all'Albo degli Avvocati di Vibo Valentia dal 24 ottobre 1985. Dal 1998 è avvocato cassazionista.

### Carriera politica
Alle elezioni amministrative del 28 marzo 2010 si candida a sindaco del capoluogo calabrese sostenuto da una coalizione di centro-destra formata dal Popolo della Libertà e da alcune liste civiche.
Al primo turno ottiene 6.296 voti pari al 28,71%, venendo superato dal candidato del centro-sinistra Michele Soriano, che, con il 40,74% non riesce ad ottenere la maggioranza assoluta; al secondo turno viene eletto primo cittadino con il 59,26% dei suffragi.